# ポンポン山 (近畿)
ポンポン山（ポンポンやま）は、京都府京都市西京区と大阪府高槻市の境界に位置する標高678.7mの山で、西京区及び高槻市の最高峰である。山頂の二等三角点は西京区に所在する。古くは加茂勢山と呼ばれていた。北摂山系に属する。

## 概要
山頂わきを東海自然歩道が通過しており、一年を通じて登山者/ハイカーが多い。
また、1月1日の初日の出の際には、山頂で日の出を迎えようとする登山者が特に多い。
山頂はベンチやテーブルの設備もあり、休憩に適しているが、樹木の成長により、一時展望がほとんど無くなっていた。近年一部の樹木が伐採され、京都市南部方面と大阪市・高槻市方面の展望が良好に得られるようになったが、この伐採は実は何者かが地主に無断で違法に行ったものである。この行為は刑法の器物損壊並びに森林法の森林窃盗にあたるため、地主は警察に被害届を出すとともに、現在ヒノキの植林を行っており原状回復に努めているが、元に戻るには30年はかかるとしている。
登山道は東海自然歩道の南側である高槻市の神峯山寺・本山寺からの道と、北側の京都市西京区の善峯寺からの道、高槻市出灰からの道、大阪府三島郡島本町の大沢から釈迦岳山頂を通過する道がある。

### 名称について
江戸時代頃にはかもせ山と呼ばれていた。「かもせ」の字には、加茂勢（「五畿内志」）、加茂背（「日本山嶽志」）などを見ることができる。ポンポン山は明治時代になり用いられるようになった呼称だが、当初は頂上のみを指す名称だった。山頂には「この山は正しくは加茂勢山といいますが、標高679メートルの頂上に近づくにつれて足音がポンポンとひびくことから通称ポンポン山と呼ばれています」と記された京都府設置の案内板がある。なぜポンポン山と称されるかについては異説もあり、本山寺（ほんざんじ）の転訛説や、「この周辺の山ではポーンとひとつ高い山だから」という現地の古老の話を吉田金彦は紹介している。吉田は本山寺転訛説、足音ポンポン説をいずれも否定しており、先斗町と同じくポルトガル語のポン（一番）が根拠ではないかとも考えている（吉田著『京都の地名を歩く』）。一般的には足音ポンポン説がよく知られている。
国土地理院測量成果である地形図には「ポンポン山」と記載されているのみであり、現在では「加茂勢山」とは記載されていない（「点の記」では、1901年に設置された三角点の点名を加茂勢山としている）。現在では一般的に山全体を指してポンポン山と呼ぶ。2004年刊行の「日本山名事典」ではポンポン山、加茂勢山の両名称を収録している。山頂付近では必ずしもポンポンという音ではないが、一部では確かに地中に空洞のあるような音がする場所がある。その原因については、山頂近くの石灰岩の切り出し場所が影響している、地下に鍾乳洞があり音が響いている、あるいは山の地層の一部に空洞があるのでは、など諸説ある。